# Кипиани, Лейла Георгиевна
Ле́йла Гео́ргиевна Кипиа́ни (груз. ლეილა გიორგის ასული ყიფიანი; род. 16 июля 1947, Ланчхути, Грузинская ССР) — советская грузинская актриса кино.

## Биография
Происходит из княжеского рода Кипиани. В 1971 году окончила биологический факультет Тбилисского государственного университета, работала биологом и актрисой. После замужества в основном отошла от актёрской деятельности в пользу воспитания детей.

## Фильмография
| Год  |    | Название                                    | Роль                                          |
| ---- | -- | ------------------------------------------- | --------------------------------------------- |
| 1964 | ф  | «Закон гор (Хевиснер Гоча)»                 | Имя персонажа не указано                      |
| 1965 | тф | «Окно» (короткометражный)                   | дочь                                          |
| 1965 | ф  | «Я вижу солнце»                             | Хатия (главная роль; дублировала В. Н. Хмара) |
| 1966 | ф  | «Как солдат от войска отстал (Лондре)»      | Цира (дублировала Ю. В. Бугаева)              |
| 1969 | ф  | «Ну и молодёжь!»                            | Натела (главная роль)                         |
| 1969 | ф  | «Ожидание»                                  | Хатуна (дублировала В. Н. Хмара)              |
| 1970 | ф  | «Свет в наших окнах»                        | Марина (дублировала М. Н. Кремнёва)           |
| 1970 | ф  | «Старые мельницы (Наводнение)»              | Тассо (дублировала Н. В. Крачковская)         |
| 1971 | тф | «Тихая обитель (Укромный уголок)»           | Ирина Тухарели ( главная роль)                |
| 1971 | ф  | «Минутный мир»                              | Имя персонажа не указано                      |
| 1973 | ф  | «Горький урок (Леван Хидашели)»             | Натия                                         |
| 1974 | тф | «Цветение акации» (короткометражный)        | Лали                                          |
| 1980 | ф  | «Почему свистит соловей» (короткометражный) | Имя персонажа не указано                      |
| 1992 | с  | «Золотой паук» (эпизод 1)                   | Анна                                          |
| 1996 | ф  | «Водоворот (Омут)»                          | Имя персонажа не указано                      |

## Личная жизнь
Замужем с 10 февраля 1971 года за Нугзаром Багратион-Грузинским, режиссёром, главой Багратион-Грузинской ветви династии Багратионов и претендентом на главенство в доме Багратионов. В браке имеет двух дочерей:
- Анна (род. 1 ноября 1976, Тбилиси), учительница и журналистка. Первый брак — с Григорием Малания, от этого брака две дочери, Ирина (род. 2002) и Мариам (род. 2006). Второй брак — c 8 февраля 2009 года до 2013 года с Давидом Багратион-Мухранским, представителем Мухранской ветви Багратионов, в браке родился сын Георгий (род. 2011).
- Майя (род. 2 января 1978, Тбилиси), замужем за Николаем Чичинадзе, имеет двоих детей (Теймураза и Анну).